# Lauren Mayberry

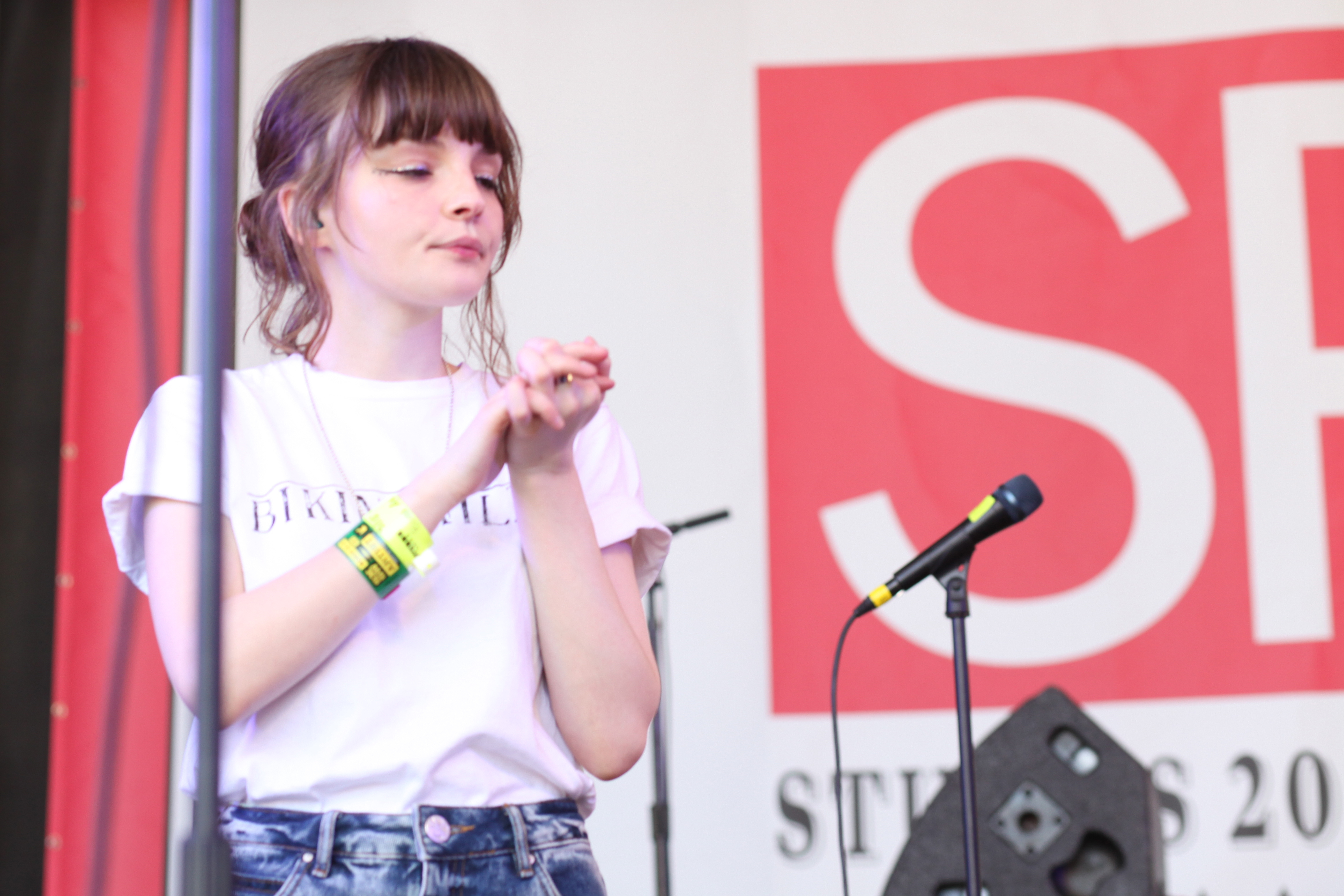
Lauren Mayberry a la SPIN Party del SXSW el 2013.

Lauren Eve Mayberry (7 d'octubre de 1987) és una cantant, compositora i periodista escocesa, coneguda per ser la veu principal de la banda escocesa de synth-pop Chvrches.

## Biografia
Mayberry es va llicenciar en dret a la Universitat de Strathclyde, i d'un màster en periodisme l'any 2010. Va estar exercint de periodista de manera independent. Toca el piano des de petita i la bateria des d'adolescent. Dels quinze als vint-i-dos anys va tocar la bateria en diferents bandes. Abans dels Chvrches, Mayberry va estar involucrada en dos grups locals, els Boyfriend/Girlfriend i els Blue Sky Archives. Amb els Blue Sky Archives n'era la cantant a més de tocar-hi la bateria i el teclat. Com a membre de Blue Sky Archives, Lauren Mayberry va fer un cover de la cançó “Killing in the Name”, de Rage Against the Machine, que va ser llançada com a senzill.
Al setembre de 2011, Iain Cook d'Aereogramme i de The Unwinding Hours va produir l'EP Triple A-Side de Blue Sky Archives. Cook va començar un nou projecte amb el seu amic Martin Doherty i li va demanar a Lauren Mayberry per cantar en unes quantes proves. Ells van compondre durant uns set o vuit mesos en un estudi de Glasgow. Cook, Mayberry i Doherty van decidir formar una nova banda després de l'èxit de les sessions. El grup va escollir el nom de Chvrches, usant una “v” per distingir-se de “churches” (esglésies en anglès) en cerques en internet.
El 2013, la banda va signar amb Glassnote Records després de llançar les cançons “Lies” i “The Mother We Share” en 2012. El seu EP debut, Recover, es va publicar l'any 2013. Chvrches va publicar el seu àlbum de debut The Bones of What You Believe el 20 de setembre de 2013.
El setembre de 2013 Lauren Mayberry va escriure un article per The Guardian com a resposta a diversos missatges misógins que havia rebut a internet.
Lauren és la fundadura del grup feminista TYCI Arxivat 2015-05-11 a Wayback Machine. format a Glasgow. El seu treball amb l'organització inclou articles en la revista online i en el blog de la mateixa organització. Se la pot sentir amb regularitat als podcasts de TYCI i al programa mensual de ràdio presentat per Subcity Radio.

## Discografia

### Amb Boyfriend/Girlfriend
- Kill Music EP (2007)
- Optimism EP (2008)

### Amb Blue Sky Archives
- Blue Sky Archives EP (2010)
- Plural EP (2011)
- Killing in the Name (2011)
- Triple A-Side EP (2012)

### Amb Chvrches
- The Bones of What You Believe (2013)
- Every Open Eye (2015)
- Love is Dead (2018)